# Lintvaren
De lintvaren (Pteris cretica) is een varen uit de lintvarenfamilie (Pteridaceae) die wereldwijd voorkomt in subtropische en tropische streken, waaronder het Middellandse Zeegebied. De varen is in België en Nederland verwilderd aangetroffen.

## Naamgeving enetymologie
- Synoniem: Pycnodoria cretica (L.) Small
- Engels: Cretan brake
- Frans: Ptéris de Crète

De botanische naam Pteris is afgeleid van het Oudgriekse 'pteron' (veer), naar de vorm van de bladen van vele soorten van dit geslacht. De soortaanduiding cretica refereert aan het eiland Kreta.

## Kenmerken
De lintvaren is een overblijvende varen met korte, kruipende en geschubde rizomen waaruit tot 60 cm lange bladen ontspringen. De bladstelen zijn langer dan de bladschijf, aan de basis eveneens geschubd en donker gekleurd, hogerop in strogeel overgaand.

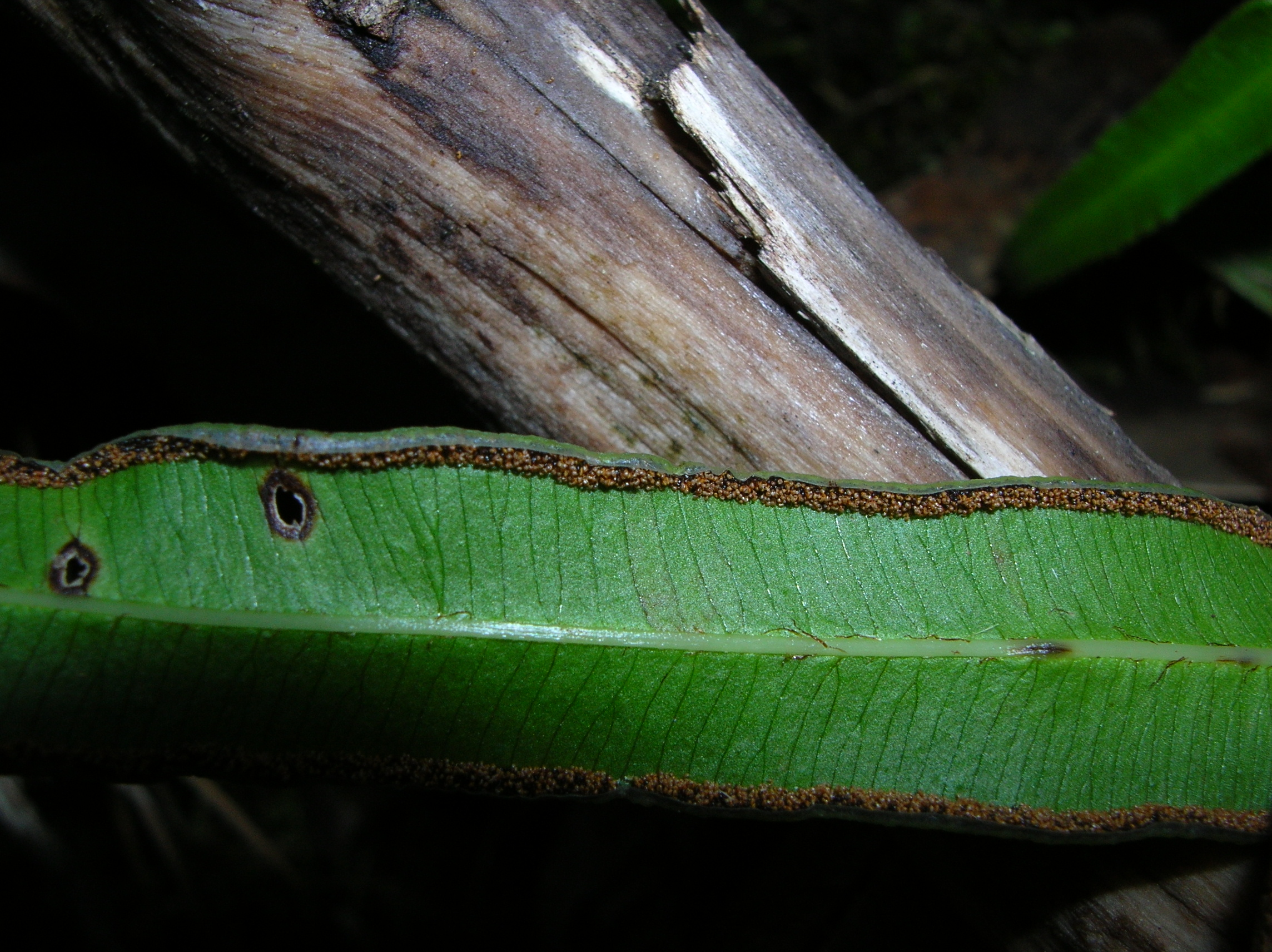
Sporenhoopjes langs de bladranden

De bladschijf is enkel geveerd, onregelmatig ovaal van vorm, vaalgroen, perkamentachtig aanvoelend en onbehaard. Er zijn twee tot vijf paar zittende of kort gesteelde blaadjes, het onderste paar diep gevorkt. De bladen zijn dimorf, de steriele blaadjes zijn lancet- tot lijn-lancetvormig en scherp getand, de fertiele blaadjes smaller en gaafrandig.
De sporenhoopjes zijn doorlopende lijnen langs de bladranden aan de onderzijde van de bladen, onder de omgerolde bladranden. Er is geen dekvliesje.

## Habitat
De lintvaren is een terrestrische of lithofytische plant die vooral voorkomt op kalksteenrotsen, stenige plaatsen en oude, kalkrijke muren.

## Voorkomen
De lintvaren komt wereldwijd voor in subtropische en tropische streken, waaronder het Europese Middellandse Zeegebied (Corsica, Alpes-Maritimes). Hij is zodanig door de mens verspreid dat zijn oorsprong zelfs niet meer bekend is.
De varen wordt frequent als tuinplant gebruikt en wordt in België en Nederland weleens verwilderd aangetroffen.